# Erik Knirsch
Erik Knirsch (11. června 1928 Ostrava – 9. července 2018 Brno) byl moravský kapelník, aranžér a skladatel.

## Život a dílo
Narodil se 11. června 1928 v Ostravě. Vztah k hudbě si pěstoval již od dětství díky své matce pianistce. Studoval na brněnské konzervatoři hru na klarinet a již během studií založil svou první kapelu. Roku 1949, ve 4. ročníku konzervatoře, tak začal jako dirigent řídit big band, jejž poté vedl 16 let. Domácím sálem orchestru se stal Stadion v Leninově, dnešní Kounicově ulici v Brně. V Orchestru Erika Knirsche tehdy začínaly i budoucí hvězdy české populární hudby Eva Pilarová či Milan Chladil. V 60. letech však končila éra velkých tanečních orchestrů a s ní i Knirschův big band. V roce 1965 se Knirsch stal dirigentem nově ustaveného rozhlasového Orchestru Studio Brno a v jeho čele zůstal 27 let.
Vedle řízení orchestru se Erik Knirsch věnoval také skládání písní a velkých orchestrálních skladeb. V roce 2011 obdržel Cenu města Brna v oblasti hudby a v roce 2013 Cenu Jihomoravského kraje za přínos v oblasti hudby.
Zemřel 9. července 2018 ve věku 90 let, poslední rozloučení se konalo 19. července v obřadní síni brněnského krematoria. V dubnu 2022 radní pro kulturu oznámil záměr přemístění Knirschových ostatků na čestné pohřebiště Ústředního hřbitova.